# 童贞女圣马利亚教堂 (普雷斯特维奇)
童贞女圣马利亚教堂（英語：Church of St Mary the Virgin）位于英国大曼彻斯特郡普雷斯特维奇教堂路，是一座圣公会教区教堂兼博尔顿副主教的宅邸。教堂被记录在英国国家遗产名录内，是一座I级登录建筑。英格兰系列的建筑物的作者称其为“a major church”。

## 构造
教堂的主体部分由红砂岩建成，屋顶铺满了深色瓦片。它的计划包括一个五开间殿与天窗、双跨圣坛有天窗上升比殿、南北通道、南北门廊和西部的高塔。教堂附近的墓地是II级登录建筑，埋有一战期间死亡的29人、二战期间死亡的19人以及棉花企业家兼银行家威廉·布鲁克斯的儿子约翰·布鲁克斯（1788年至1849年）的尸体。墓碑是由约翰·托马斯雕刻，约花费了£3000。